# Автошлях E952
Європейський маршрут E 952 — європейська дорога класу B у Греції, що сполучає міста Превеза — Ламія.

## Маршрут
Греція:
- Превеза
- Воніца
- Амфілохія
- Агрініон
- Карпенісіон
- E65, E75 Ламія